# 峨眉角蕨
峨眉角蕨（学名：Cornopteris omeiensis）为蹄盖蕨科角蕨属下的一个种。

## 扩展阅读
- 維基物種上的相關：峨眉角蕨